# Serami földirigó
A serami földirigó (Geokichla joiceyi)  a madarak osztályának verébalakúak (Passeriformes) rendjébe és a rigófélék (Turdidae) családjába tartozó faj.

## Rendszerezése
A fajt Lionel Walter Rothschild és Ernst Hartert írták le 1921-ben, a Turdus nembe Turdus joiceyi néven. Sorolták a Zoothera nembe Zoothera joiceyi néven is.

## Előfordulása
Indonéziához tartozó Maluku-szigetek egyikén, Seram szigetén honos. Természetes élőhelyei a szubtrópusi vagy trópusi hegyi esőerdők. Állandó, nem vonuló faj.

## Megjelenése
Testhossza 17 centiméter.

## Életmódja
Egyedül vagy párban a talajon táplálkozik az erdei aljnövényzetben.

## Természetvédelmi helyzete
Az elterjedési területe kicsi, egyedszáma 10000-19999 példány közötti és csökken. A Természetvédelmi Világszövetség Vörös listáján mérsékelten fenyegetett fajként szerepel.